# Stolnica Santa María de Toledo, Španija
Primas stolnica Svete Marije v Toledu (špansko: Catedral Primada v Santa María de Toledo) je rimskokatoliška stolnica v Toledu v Španiji.
Stolnica v Toledu je ena od treh visoko gotskih stolnic iz 13. stoletja v Španiji in šteje, po mnenju nekaterih organov, da je opus magnum  v gotskem slogu v Španiji. Gradnja se je začela leta 1226 pod vladavino Ferdinanda III., zadnji gotski prispevki so bili dodani v 15. stoletju, v času katoliških monarhov, ko so bila leta 1493 končana dela na obokih osrednje ladje. Vzor je bila stolnica svetega Štefana v Bourgesu, čeprav je načrt s petimi ladjami posledica konstruktorske namere, da bi zajeli vse svete prostore nekdanje mestne mošeje in nekdanji sahn (dvorišče) s križnim hodnikom. Je tudi kombinacija nekaj značilnosti sloga Mudéjar, predvsem v križnem hodniku, s prisotnostjo posebnih lokov v triforiju. Spektakularna vključitev svetlobe in strukturni dosežki obokov ambulatorija so nekatere od njenih bolj omembe podrobnosti. Zgrajena je z belega apnenca iz kamnolomov Olihuelas, v bližini Toleda.
Popularno je znana kot Dives Toletana (kar v latinščini pomeni bogat Toledan) .

## Zgodovina

### Poreklo
Prva cerkev iz obdobja prvega nadškofa Evgenija (Sv. Evgenij iz Toleda) se je nahajala na istem mestu, kot je sedanja stolnica. Ta cerkev je bila posvečena že drugič v letu 587, potem ko je doživela nekaj sprememb, o čemer priča napis iz 16. stoletja, ki ga hranijo v samostanu, ki pravi:
»V imenu Gospodovem je Marijina cerkev posvečena kot katoliška, prvi dan v ides aprila, v veselem prvem letu kraljevanja našega najbolj slavnega kralja Flavius Reccareda, Era 625« (13. april 587).
Mesto je bilo škofijski sedež Vizigotske Španije. Številni koncili v Toledu potrjujejo pomembnost cerkvene preteklosti. Tudi Reccaredovo spreobrnjenje iz arijanstva je bilo izvršeno tam. Muslimanska invazija ni takoj odpravila krščanske prisotnosti in škofije so prestavili sedež v cerkev sv. Marije Alfizén.
Vizigotsko cerkev so podrli in na njenem mestu zgradili glavno mošejo. Nekateri raziskovalci opozarjajo, da se molilna dvorana mošeje ujema z razporeditvijo petih ladij sedanje stolnice; sahn (dvorišče znotraj mošeje) naj bi sovpadalo z delom sedanjega samostana in kapele svetega Petra ter minaret z zvonikom. Z oporabo nekaterih arheoloških podatkov, ki jih je mogoče opaziti v islamskem stebru, vgrajenem v notranjosti kapele sv. Lucije; marmorne grede, ki krasijo zunanjost kora so izboljšanje stare muslimanske gradnje in prepletajo loke kalifatskega sloga v triforiju glavne kapele, v ambulatoriju sovpadata z muslimansko gradbeno tradicijo Cordove.

### Stolnica Alfonza VI.
Mesto Toledo je ponovno zasedel kralj Alfonz VI. Kastiljski v letu 1085. Ena od točk muslimanske kapitulacije, ki je omogočila prenos mesta brez prelivanja krvi je bila kraljeva obljuba ohraniti in spoštovati njihove ustanove visokošolskega izobraževanja, kakor tudi  običaje in vero muslimanskega prebivalstva, ki so soživita z večinskim Mozarabskim prebivalstvom. Seveda je bila ohranitev glavne mošeje sestavni tega kompromisa. Kmalu zatem je kralj odstopil državne zadeve ter prepustil mesto svoji ženi Constance in opatu samostana Sahagún, Bernardu Sediracu (ali Bernard Cluny), ki je bil povzdignjen v nadškofa Toleda. Ta dva, v medsebojnem soglasju in z izkoriščanjem odsotnosti kralja, sta se lotila nesrečnega dejanja, ki je, kot je povedal duhovnik Mariana v svoji Generalni zgodovina Španije, skoraj izzval muslimanski upor in posledično propad nedavno osvojenega mesta.
Dne 25. oktober 1087, je nadškof v sodelovanju s kraljico Constance, poslal oborožen kontingent da zaseže mošejo s silo. Tja so namestili začasen oltar in v minaret obesili zvon, po krščanskem običaju, da "vržejo ven umazane zakona Mohameda".   Duhovnik Mariana piše, da je bil kralj Alfonz VI. tako razdražen zaradi teh dogodkov, da niti nadškof niti kraljica nista bila sposobna preprečiti kaznovanja vseh aktivnih udeležencev. Legenda pravi, da je lokalno muslimansko ljudstvo samo pomagalo obnoviti mir s svojim glavnim pogajalcem, faqih Abu Walidom, z zahtevo kralja do svojih someščanov, da sprejmejo krščansko uzurpacijo kot legitimno. V zahvalo za to gesto, ke stolni kapitelj posvetil poklon Walida in odredil njegovo podobo dati na enega od stebrov v glavni kapeli in na ta način ohranjati njegov spomin.  Tako je bila potrjena pretvorba toledske mošeje in je postala posvečena kot krščanska stolnica.
Gradbeni načrti nekdanje mošeje niso bili ohranjeni niti zan videz strukture, vendar se ob upoštevanju ohranjenih ostankov mošeje v drugih španskih mestih (v Sevilji, Jaénu, Granadi, Malagi in mošeji v Cordovi) , lahko domneva, da je bilo stebrišče stavbe, s podkvastimi arkadami na vrhu stebrov v reviziji prejšnje rimske in vizigotske gradnje. Možno je, da je bila zelo podobna kot cerkev Odrešenika Toleda, prej mošeje.
Kralj Alfonz VI. je dal pomembno donacijo za novo cerkev. 18. decembra 1086 je bila stolnica pod posvečena Mariji in bile odobreno vile, zaselki, mlini in ena tretjina prihodkov vseh ostalih cerkva v mestu. Prvi kraljevi privilegij je bila zahteva, da se ohrani molitev v latinščini, ki se začne:
»Ego Disponente Deo Adefonsus, Esperie imperator, condeco sedi metropolitane, scilicet, Sancte Marie urbis Toletane honorem integrum ut decent abere pontificalem sedem secundum quod preteritis fuit constitutum a sanctis patribus...«
V prevodu:
»Jaz, Alfonz, cesar vse Španije z božjo previdnostjo, skupaj s škofom, in sicer, da bom varoval papeško čast sv. Marije mesta Toleda nedotaknjeno, ki je deset predstavnikov papeškega prestola v preteklosti imenoval očetov ...«
Papež Urban II. je priznal to cerkev v letu 1088 kot primas stolnico. Mošeja-stolnica je ostala nedotaknjena vse do 13. stoletja, ko je v letu 1222 Papeška bula, ki jo je izdal papež, dovolila gradnjo nove katedrale, ki se je začela leta 1224 (ali 1225). Uradna slovesnost ob polaganju temeljnega kamna je potekala vleta1226 (drugi viri pravijo 1227), s prisotnostjo kralja Ferdinand III. Kastiljski. V celotnem 13. stoletju je bila dohodnina stolnice postavljena s predhodno vključitvijo Alcalá de Henares v svoja nadškofijska ozemlja v letu 1129.

### Stolnica nadškofa Ximénez de Rada
Postavitev stolnice, kakršna je videti danes je bila začeta v 13. stoletju, medtem ko je bil nadškof Toleda Rodrigo Ximenez de Rada in v času vladavine mladega Ferdinanda III. Kastiljskega. Začetek del je bil odložen, da je bil kralj lahko prisoten na uradnem svečanem polaganju temeljnega kamna. Ximenez de Rada je bil izvoljen za škofa v Toledu leta 1209, in od takrat naprej se je branil primat Toleda pred papeško oblastjo. Namenil se je zgraditi veliko stolnico, vredne mesta. Ko je prišel v pisarno, je imela mošeja-stolnica dovolj prostora, vendar z nizko streho, zaradi česar je bilo znotraj hrupno. Stolnica je bila stara; nekateri deli so bili porušeni, strukturi je manjkala vitkost in višina drugih verskih zgradb podobnega pomena. Ximenez de Rada je postal navdušen promotor nove stolnice, ki bo zgrajena v sodobnem gotskem slogu. Bil je tako navdušen nad projektom in sebe toliko vklučil, da so se kasneje širile lažne govorice, da je bil oblikovalec in arhitekt stolnice. Nadškof je nekaj let vzdeževal in ohranjal staro strukturo v upanju, da bi se njegove sanje uresničile.

## Zgradba
Na strukturo objekta je močno vplival francoski gotski slog 13. stoletja, ki je bil prilagojen španskemu okusu. Zgradba meri 120 metrov v dolžino, 59 metrov v širino in 44,5 m v višino. Sestavljena je iz petih ladij s prečno ladjo in dvojnim ambulatorijem. Zunanje ladje predstavljajo liho nepravilnost, pri čemer sta malo širši od ostalih dveh. Najstarejši del stavbe je prezbiterij, ki ohranja v svoji arhitekturi izvirni triforij, ki se je raztezal vzdolž dolžine ladje in so ga odstranili v eni od številnih sprememb, ki so bile opravljene v stolnici. Še vedno v gotskem obdobju so bili ti triforiji nadomeščeni z velikimi okni z vitraji. Ti triforiji ohranjeni v prezbiteriju so v Mudéjar slogu. Najnižji del je narejen iz vršičkastih lokov, ki počivajo na paru stebrov, zgornji del predstavlja preplet lokov tipičnih za Mudéjar. Ni znano, ali so obstajali te Mudéjar teme v prejšnji mošeji in so jih kopirali kot opomin ali dodali v eni izmed kamnoseških izboljšav, kot nekaj izvirnega in lepega.
V prezbiteriju je dvojni ambulatorij zato, da bi ustrezalo tlorisu s petimi ladjami. Ta dvojni ambulatorij je velikih razsežnosti in je obogaten z arhitekturnimi elementi in originalnimi oboki. Nove odseke kapel je bilo potrebno razrešiti z nadomestnimi pravokotnimi in trikotnimi načrti, ki so bili za vsako kapelo drugačne velikosti, pravokotni načrti večji, trikotni načrti manjši. Ta način distribucije prezbiterija je mogoče videti v francoskih stolnic v Parizu, Bourges in Le Mans, zadnja stolnica je najbolj podobna po videzu, čeprav te tri bolj vitke na pogled od španske stolnice. Različne reforme, ki so bile sprejete v času, so spremenila ureditev nekaterih kapelic.
Stop ladje je banjast, rebrasto obokan, razen tisti v prečni ladji in prezbiteriju, ki so okrepljeni z zvezdastim obokom.

### Mojstri in njihovi podporniki
Prvi mojster arhitekt stolnice v Toledu je bil Petrus Petri (okoli 1220 – 1291) (špansko: Pedro Pérez). Da to drži, temelji na edinem pričevanju o avtorstvu, legendi vpisani v vulgarni latinščini še vedno vidni na nagrobniku:
»Petrus Petri, umrl leta 1291, mojster cerkve Svete Marije v Toledu, čigar slava se je širila z dobrimi primeri in običaji, ki je zgradil ta tempelj in počiva tukaj, naredil občudovanja vredno stavbo, da ne bo občutil srd Boga.«
Proti sredini 20. stoletja, je škof Ciudad Real temeljito preučil to trditev in razkril vrsto dokumentov, ki so potrjevali obstoj prvega mojstra Petrusa Petrija, imenovanega Master Martín, poročen z Marío Gómez in zagotovo francoskega izvora, ki je bil povabljena od Ximenez de Rada. Eden od dokumentov, ki je datiran v 1227 je imenovan "mojster Martín dela sv. Marijo v Toledu". Drug seznam dokumentov zbran v stolnici leta 1234 spet zabeleži ime "Master Martín dela", med katerimi je bilo tudi pismo, da je bil najemnik hiše, povezane s stolnico. V kasnejših delih se pojavljajo imena Martin (klesar) in Juan Martin (mojster kamnosekov), za katere verjamejo, da so sorodniki med seboj. Pojavili se niso nobeni novi dokumenti, tako da v tem trenutku mojster Martín akreditiran kot prvi arhitekt. Na ta argument je treba dodati, da datum začetka gradnje ni v korelaciji s starostjo Petrusa Petrija, ki je bil v teh letih premlad, da bi bil arhitekt. 
Študije, ki so izšle po tem odkritju, kažejo, da bi bil mojster Martín oblikovalec kapelic ambulatorija in ob njegovi smrti ali po odsotnosti nadzora nad delom je delo povzel Petrus, ki je končal ambulatorij in zgradil triforij v toledanskem slogu. Proti koncu 20. stoletja je bil zaključen prezbiterij in dva dela ladje na južni strani.
Proti koncu 14. stoletja je obstoj mojstra Rodriga Alfonsa očitno dokumentiran; je položil prvi kamen samostana leta 1389, pod pokroviteljstvom nadškofa Pedra Tenoria, ki je umrl deset let pozneje. Nadškof se je ukvarjal z mnogimi deli stolnice, tako kapele svetega Vlaha v samostanu, ki je znana po umetniškem bogastvu fresk iz šole v Sieni.
Naslednji mojster za katerega obstajajo podatki, je bil Alvar Martínez (v nekaterih virih imenovan González), ki je bil strokovnjak za apnenec kamnolomov Olihuelas na meji Olias del Rey. Je oblikovalec zahodne fasade, katere gradnja se je začela leta 1418. Spremembe iz leta 1787 so prvotni videz te fasade poslabšale. Bil je tudi oblikovalec edinega stolpa stolnice, ki je bil zgrajen v času mandata nadškofa Juana Martíneza de Contreras, čigar grb se pojavi v frizu, ki krona prvi odsek. Vrh stolpa je izdelal drug veliki mojster kipar Fleming Hanequin de Bruselas, ki je oblikoval grb naslednjega nadškofa Juana de Cerezuela. S Hanequinom je prišla skupino slavnih mojstrov: Egas Cueman, Enrique Egas in Juan Guas. Ti so delali na fasadah, kapelah in razkošnih delih in dokončali dela v gotskem slogu. Oboki nad osrednjo ladjo so bili zaključeni leta 1493 pod vodstvom Juana Guasa in Enrique Egasa in pokroviteljstvom in nadzorom kardinala Mendoza.

### Veliki podporniki 16. stoletja: dela in umetniki
V 16., 17. in 18. stoletju so bile narejene razne spremembe v stolnici v skladu z novimi slogi: arhitekturnih del, vključno z veličastnimi portali in kapelami in razkošni del kiparstva in slikarstva. 16. stoletje je bila zlata doba za Toledo, ki se je posledično imenoval Imperialno mesto. V tem stoletju je živel najbolje obveščen in najbolj aktiven zavetnik. To je bil nadškof- guverner, ki je v odsotnosti kralja skrbel za mesto in mu dodal svoj pečat. Leta 1493, ob koncu 15. stoletja, je kardinal Mendoza nadziral zapiranje zadnjega oboka stolnice in izrazil v svoji oporoki željo, da bi bil pokopan v prezbiteriju. V prvem desetletju 16. stoletja, je bil spomenik zgrajena v renesančnem slogu. To odlično delo pripisujejo Domenico Fancelliju.
Kardinal Cisneros je zasedel urad za dvaindvajset let; pod njegovim vplivom so bila izvedena in sponzorirana pomembna dela (morda najbolj pomembna je Mozarabska kapela), ki so jih opravili mojstri Juan Francésa (pregrada, renesančna železna rešetka za Mozarabsko kapelo), Enrique Egas, Juan de Borgoña (slike v Mozarabski kapeli) in njegov velemojster Pedro de Gumiel. Cisneros je tudi naročil čudovit glavni oltar (delo Diego Copín de Holanda) in visok križni hodnik za kanonsko skupnost, plus knjižnico. Sledili so mu Guillermo de Croya, načelnik španske zakladnice (contador mayor), ki ni nikoli prebival v Toledu. Alfonso de Fonseca y Acevedo (ki je bil nadškof v mestu Santiago de Compostela) je bil promotor kapele Novih kraljev, ki jo je bila načrtoval arhitekt Alonso de Covarrubias. Slike Mariana Salvador Maelle so dodali v 18. stoletju.
Z vzponom škofa Juana Tavera, je toledanska renesansa dosegla velik sijaj. Pod njegovo upravo je nastal veličasten kor (delo Alonso Berruguete in Felipe Vigarny), notranje fasade prečne ladje, kapela svetega Janeza ali zakladnica in druge fasade in okrasje. V času nadškofa Juana Martíneza Silíceoja je bila stolnica okrašena s čudovitim zaslonom glavne kapele, delo Francisca de Villalpandoja.
Kardinal Gaspar de Quiroga je bil odgovoren za arhitekturni kompleks kapele Tabernakelj,  Relikviarij, dvorišče in zakladnico. Načrte in izvedbo je pripravljal velemojster Nicolás de Vergara el Mozo. Za izgradnjo tega kompleksa so porušili Kraljevo bolnišnico in jo obnovili na nekdanjem mestu; ta dela so bila izvedena pod nadzorom kardinala Bernarda Sandovala Rojasa in arhitekta Nicolása de Vergara v 17. stoletju

## Zunanjost

### Glavna fasada in veliki portal
Glavna fasada je nepravilen kvadrat, saj vsebuje mestno hišo in pripojeno Nadškofijsko palačo. Na levi strani je zvonik in desno štrleča Mozarabska kapela, ki zaseda mesto, kjer naj bi bil zgrajen drugi stolp.
Na levi strani glavne fasade se dviga le stolp. Kupola, ki je videti na desni pripada Mozarabski kapeli, ki jo je naročil kardinal Cisneros. Stolp ima dva dela: spodnji del, kvadratnega prereza, je oblikoval Alvar Martínez, zgornji, osmerokotni del je oblikoval Hanequin de Buselas. Temu je dodan še zvonik.
Glavna fasada ima tri portale, imenovane Puerta del Perdón (Portal odpuščanje, v sredini), Puerta del Juicio Final (Portal poslednje sodbe, desno) in Puerta del Infierno (Portal pekla, levo).
Portal odpuščanja se je začel izdelovati pod vodstvom Alvarja Matineza leta 1418. Imenovan je po tem, ker so tam delili odpustke spokornikom do 15. stoletja, ki so vstopili skoznje. Vedno so zaprta in se uporabljajo le ob posebnih priložnostih in ob umestitvah novih nadškofov primas stolnice. Ima en velik lok s šestimi gotskimi arhivolti (prednji lok arhitrava). Okras je sestavljen iz tipične gotske ikonografije, z likom Odrešenika v timpanonu in apostoli v podbojih. V timpanonu, Marija daje Mašni plašč Sv. Ildefonzu, še posebej pomembna tema za stolnico, ki se ponavlja v notranjosti v kapelah in na slikah. Vratna krila merijo več kot pet metrov v višino in so obložena z dovršeno izdelano bronasto ploščo iz 14. stoletja. 
Portal poslednje sodbe je najstarejši od treh in predstavlja, kot pove že ime, Poslednjo sodbo.
Portal pekla ne vsebuje figuralne motive, le cvetlični okras. Prav tako je znan kot Portal stolpa ali Palm, ker je bil nekoč rezerviran kot vhod za procesijo palm na cvetno nedeljo.
Fasada je bila spremenjen leta 1787 po načrtih arhitekta Eugene Duranga, po naročilu kardinala Lorenzana. Kipar je bil Mariano Salvatierra. Delo je bilo potrebno zaradi slabšanja kamna, ki ni bil dobre kakovosti.

### Portal z uro
Portal z uro je najstarejši izmed portalov, iz začetka 14. stoletja in se nahaja na fasadi na severni strani. Poleg tega je znan tudi kot:
- Portal sejma, saj je odprt na ulico, kjer so imeli sejme.
- Portal Chapinería (mesto čevljarjev), saj se ulica spredaj tako imenuje in je kraj, kjer so delali in prodajali cokle.
- Portal Ollas, saj ima v dekoracijo nekaj ollas (lonec).
- Portal monarhov, namiguje na ikonografijo kiparstva.

Timpanon je razdeljen na štiri horizontalne plošče, na katerih so prizori iz Kristusovega življenja: Oznanjenje, Rojstvo, Poklon treh kraljev, Pokol nedolžnih, Beg v Egipt, Jezusovo obrezovanje, Odkritje v templju, Svečnica, Krst in Poroka v Kani. V zgornjem delu timpanona je upodobljena Smrt Marije. V stebru je podoba Marije z detetom. V podbojih so podobe kraljev in svetnikov, ki so vse delo kiparja Juana Alemána ki je delal tudi na portalu levov.
Nad tem portalu se najde novejše kiparstvo Gregorio Lópeza Duranga, čigar delo se kaže tudi na glavni fasadi. To je restavratorsko delo, ki je bil potrebeno zaradi poslabšanja stanja kamna. Osrednji interkolumnij nad portalom, je prostor z uro, ki mu daje svoje ime. Portal in njegova okolica tvorijo privlačen prostor z vhodom obdanim z gotskim zaslonom; to je delo Juana Francésa, z zelo ploskimi prečkami, majhen, vklesan friz ločen v centru in preprosto in harmonično oblikovan.

### Notranjost
V notranjosti so raznoliki medaljoni. Najboljši so tisti z Marijinim oznanjenjem Nicolása de Vergara el Moza in Nadangel Gabrijel Juana Bautista Vázqueza. Okrašen je tudi s slikami in grbi. Zgoraj je okno rozeta iz 13. stoletja, ki vsebuje najstarejši vitraj v stolnici.

### Portal levov
Portal levov je bil zgrajen v 15. in 16. stoletju. Je najbolj moderen od velikih portalov. Imenovan je zaradi levov, ki v stebrih vrat, ki obdajajo majhen vhod. Poleg tega ima še dve drugi imeni:
- Nov portal, zato ker je zadnji, ki je bil zgrajen in
- Portal radosti, ker namiguje na praznovanje Marijinega vnebovzetja, ki je na zadnji steni nad arhivoltom.

Zgrajen je bil med letoma 1460 in 1466, v okviru mandata nadškofa Alfonsao Carrillo de Acuña, po modelu Hanequina iz Bruslja, znanega tudi kot Anequín de Egas Cueman;  Enrique de Egas Cueman, njegov sin, v sodelovanju s flamskima kiparjema Pedro Juan Guasom in Juanom Alemánom je oblikovalec apostolata. Ti umetniki so imeli veliko delavnico, ki je zaposlovala prestižne kamnoseke in graverje.
Kipi iz tega portala so eni najboljših Hispano-flamskih kompozicij 15. stoletja, predvsem Marijin steber in kipi na podbojih. Kerubin in glasbeni angeli, ki spremljajo Marijino vnebovzetje, so umetniška dela, ki predstavljajo veliko poslastico. Fasado sta izdelala Durango in Salvatierra, enako kot v drugih portalih, za izboljšanje videza objekta. Bronasta obloga vratnih kril je delo Francisco de Villalpanda, ki je ustvaril mojstrovino na 35 ploščah. So skrite pred pogledi, zaščitene z lesenimi ploščami. Na vrhu je veliko okno rozeta s polikromatskim vitrajem.
Notranjost portala ustreza veliki fasadi prečne ladje na južni strani, na vrhu katerega leži majhen balkon z ograjo, ki ustreza tribuni, kjer se nahajajo cesarske orgle. Višje je rozeta obdana z okvirjem s pendentivi okrašenimi z rozetami.
V spodnjem delu velike fasade je portal razdeljen s stebrom kot okenskim križem. Nad vrati so v timpanonu vrezane teme genealogije Marije, katerega oblikovalci so bili isti, ki so delali na zunanjosti tega portala. Na vrhu timpanona je plateresco rezbarija z velikim medaljonom kronanje Marije v centru, delo Gregoria Pardo (najstarejši sin Felipe Vigarnyja). Na obeh straneh sta kipa Davida in Salomona, pripisana Estebanu Jametu.
Na desni in levi strani tega ospredja sta dva groba. Eden na desni je prazen (verjetno  pripravljen za sprejem ostankov brata Bartolomé Carranza); na levi so ostanki kanonika Alfonsa de Rojasa, prikazanega kot kip v molitvi.
Bronasti reja' (kovinski zaslon) je bil narejen stoletje po obdobju velikih zaslonov glavne kapele in kora, v slogu, popolnoma drugačnem od teh, ko so bil cenili trdnost in koristnost kot okus za okraševanje dvajsetega stoletja. Projektant je bil Juan Álvarez de Molina, rojen v Úbeda (Jaén), ki je naredil zaslon v mestu Toledo leta 1647. Dokumenti, ohranjeni v zvezi s tem pravijo, da je mojster kovač prejel 8504 realov in 12 maravedivov, poleg 27.000 realov, ki so mu bili dani že prej. Dokument upošteva stroške uporabljene kovine, kar je skoraj toliko kot je znašalo celotno plačilo.

### Drugi portali in fasade

#### Nivojski portal
Nivojski portal je v neoklasicističnem slogu, zgrajen leta 1800. To je edini vhod v stolnico, ki je na nivoju tal, brez stopnic, od tod njegovo ime. To je bilo v navadno izhod za procesije.

#### Fasada Sv. Katarine
Fasada Sv. Katarine je v poznem gotskem slogu. Njeni arhivolti so vklesani z rastlinskimi motivi listov in drugih elementov. Steber, ki omogoča okenski križ je sijajno vklesan ob straneh, z gradovi in levi. V svoji notranjosti ima dva dela. Večji del je okrašen z vrsto kipov z majhnimi okraski na hrbtni strani.

#### Portal  Predstavitev
Portal Predstavitev je bil narejen v času od kardinala Tavera, je bogato izrezljan s podobami miniatur dobre kakovosti iz zelo belega kamna.

### Zvonik
Prvotni načrt je predvidel izgradnjo dveh simetričnih stolpov na obeh straneh zahodne fasade, toda ko je bil postavljen eden na severnem vogalu, je bilo ugotovljeno, da je bila zemlja pod načrtovanim na južni strani nestabilna zaradi podzemnega toka vode. Tudi zato je bila tam kasneje zgrajena Mozarabska kapela.
Stolp je zasnoval in izdelal predvsem Alvar Martínez. Je gotski, z nekoliko Mudéjar dekorativnim vplivom in doseže višino 92 m. Ima štiri stopnje in peto nekoliko nižjo na kvadratni povišani bazi, kjer domuje kapela zakladnice. Med prvo in drugo stopnjo je vodoraven friz iz črnega marmorja, z grbom nadškofa Juan Martínez de Contreras (katerega mandat je bil od 1422 do 1438), vdelan v belem marmorju. Mojster Martínez je ta del dela zaključil leta 1422, vendar pa ni zapustil nobene risbe ali načrta za gradnjo konice in zvonika. To najvišjo raven stolpa s svojo osmerokotno obliko, je zasnoval arhitekt Hanequin de Bruselas, ki je bil pozvan, da konča konstrukcijo s skupino mojstrov: Egas Cueman, Enrique Egas in Juan Guas med drugimi. Konica s svojimi opornimi loki sloni na osmerokotni sodčkasti peti in se dopolnjuje z zvonikom, ki podpira tri krone, ki posnemajo papeško tiaro.

## Notranjost

### Glavna kapela
Glavna kapela združuje bogato umetniško delo, ki se začne z arhitekturo zaprtega prostora samega. V svojem prvotnem stanju, je predstavljala ograjen prostor ločen na dva dela z dvema neodvisnima obokoma. Nad kapelo Starih monarhov, ki je bila nekoliko ločena, poligonski obok. S to samosvojo delitvijo, je bil prezbiterij neustrezno ozek za takšno veliko stolnico. Kardinal Cisneros je vztrajal, da je treba ta del obnoviti in kljub nasprotovanju Sveta, končno dobil soglasje za rušenje stare kapele in izgradnjo širšega prezbiterija in dovolj prostora za velik gotski oltarni zaslon - retabel, ki ga je sam naročil.
Tudi v svojem prvotnem stanju je bila kapea ob straneh obdana z dvema veličastnima zaslonoma iz kamna, ki sta bila kot ogromna vrata. Prižnica ali Evangelijska stran cerkve, z zaslonom, je bila porušena, da bi naredili prostor za grob kardinala Mendoza. Govorniški pult ali epistol je ostal kot je bil in s tem je mogoče sklepati, da je bil del večjega prostora. Nekateri umetnostni kritiki zagotavljajo, da je ta kamniti zaslon najlepši del stolnice. Možno je, da je bila njena gradnja končana v času mandata nadškofa Pedra de Luna, katere polikromatični ščit in grb Kastilije in Leóna sta tukaj prikazana. Okrašen z bujnimi skulpturami vključno z vrezanim zborom angelovi se zdi, kot bi leteli. Dva stebra, ki tvorita prehod v notranjost kapele sta bila zgrajene za uskladitev s tem delom kamna. Na levem stebru je kip Martína Alhaja, slavnega pastirja, ki je (po legendi) vodil kralja Alfonza VIII. Kastiljskega skozi prelaz Despeñaperros v bitki pri Las Navas de Tolosa (1212). Drugi steber se imenuje Faqih steber po kipu Abu Walida, ki je prinesel kralju Alfonzu VI. sporočilo strpnosti.
Celotno svetišče je prekrito z vklesanimi in vrezanimi mitološkimi figurami vseh velikosti. Na strani prižnice so lepo urejeni grobovi Alfonza VII. in Doñe Berenguela z ležečimi kipi, medtem ko so na strani govorniškega pulta grobnice Sanča III. Kastiljskega (Želenega) in Sanča IV. (Pogumnega). Podobe vladarjev so bile izrezljane iz lesa, delo Copin de Holanda in polikromirane, delo Francisco de Amberesa.

#### Kapela grobnica
Pod glavnim oltarjem je kapela grobov v obliki kripte. Vstop je zunaj prezbiterija, skozi zaslon in portal, ter navzdol po stopnicah. To je obokana kapela, ki vsebuje tri oltarje. Srednji oltar je posvečen Svetemu grobu in ima kiparsko okrasje Copina de Holanda. Oltar na desni ima pomembne slike Luisa Medina in Francisca Riccija. Oltar na levi je posvečen sv. Julianu in predstavlja relief nadškofa in dva italijanska panela s temo svetega Petra in Pavla.

#### Oltarni zaslon - retabel
Retabel stolnice v Toledu je gotski oltar ekstremno poln okraja. Je eden zadnjih primerov tega umetniškega sloga, ki je izginil v renesansi v Španiji. Kardinal Cisneros je začel delo leta 1497 in končal leta 1504. Med arhitekti, slikarji in kiparji, ki so sodelovali v tej kolektivni mojstrovini so bili: Enrique Egas in Pedro Gumiel (oblikovanje), Francisco de Amberes in Juan de Borgoña (estofado: površinska obdelava lesa s pozlato in preluknjanimi vzorci in polikromijo), Rodrigo Alemán, Felipe Vigarny, Diego Copín de Holanda in Sebastián de Almonacid (religiozne podobe) in Joan Peti (rezbarije in filigran). 
Retabel se dviga zelo visoko nad oltarjem. V njem so pomembni kipi in čudoviti, nežno nagubani stebriči, fiale, male figure in prekati, vse delo Joana Petija. Sestoji iz petih zveznih plošč in osrednje plošče, ki je najširša; je pet nadstropij visok in črte ločitve so stopničaste. Teme osrednje plošče od dna do vrha, so: figura sedeče Marije z detetom, prevlečena v srebrni barvi na predeli, nad tem je tabernakelj in gotska monštranca izrezljana iz lesa, nato upodobitev Kristusovega rojstva in nad tem, Vnebohod. Celota kulminira v monumentalno prizorišče Kristusovega križanja na Golgoti. Nadaljnje teme iz življenja in trpljenja Jezusa so zastopane na drugih ploščah.

#### Grobnica kardinala Mendoza
Grob kardinala Mendoza se nahaja v stolnici, kot je sam odredil leta 1493. Kapiteljska kapela je bila za razliko od začetka v prezbiteriju, ta prostor pa rezerviran kot privilegirana pravica vladarjev. Kljub temu pa se je na koncu struktura kora spremenila in kraljevske grobnice so preselili v mavzolej. V končni odločitvi je bil kapitelj preložen na osebno intervencijo kardinala. Ko je umrl 11. januarja 1495 v Guadalajari, je bilo rečeno, da so ljudje videli peneči beli križ, morda v prizadevanju, da bi svoj posmrtni ugled obdal z avro svetosti.
Grob kardinala Mendoza je bil prvi kastiljski renesančni grob. Struktura je sestavljena iz odprtega osrednjega loka in dveh manjših lokov, klesani na obeh straneh in skozi katere je mogoče videti grob od znotraj in zunaj, po vzoru rimskega slavoloka. Avtorstvo dela ni jasno, čeprav ga pripisujejo Florentincu Jacopo Sansovino d'Antonio, ki je kasneje delal na portugalskem dvoru v podobnem slogu.
Vpliv na druga kasnejša dela je bil velik: mavzoleji Fadrique Portugalskega, Pedro López de Ayala, ali Fernando de Arce,  so med drugimi delne imitacije tega novega modela.

### Notranjost kapel
Glavna in manjše kapele, ki so bile v projektu Rodriga Ximeneza de Rada, so v prvotnem stanju obkrožale svetišče stolnice. Nekatere so bile odstranjene, druge so razširili ali prestavili. Od manjših kapel je ostala le kapela sv. Ane in sv. Tilna. Od glavne kapele so iz prvega obdobja ostali le elementi svetega Janeza Krstnika in Sv. Leocadia. V kapeli Stari monarhi in Sv. Lucije je po spremembah ostalo le njihovo okrasje.
Preostalo so drastično spremenili ali odstranili, čeprav pri nekaterih lahko še vedno prepoznamo vhod: šest kapelic v ambulatoriju narejene v 14. in 15. stoletju so pogrebne kapelice Sv Ildephonsusa in sv. Jakoba; Kristus v stebru (imenovan tudi sv. Jernej) se je preoblikoval v začetku 17. stoletja, da bi nastal Kristus študentov; tiste svete Barbare, svetega Nikolaja, sv. Elizabete in Svete Trojice so bile vključene v druge strukture, čeprav je še nekaj podrobnosti po katerih je mogoče prepoznati njihov.
Po različnih spremembah je zdaj mogoče najti prej omenjeno kapelo Starih monarhov, svetega Janeza Krstnika, sv. Leocadia in Svete Lucije, vključno sv. Evgena, sv. Vlaha (vkomponirana v križni hodnik), sv. Petra in Novih monarhov.
V naslednjem preoblikovanju in gradnji so arhitekti skoraj vedno sledili kriteriju napredovanja iz svetišča stolnice v smeri proti steni, kar pojasnjuje včasih kaotično trenutno postavitev, glede na zgodnje stanje. Prvo ime kapele Stari monarhi' ni znano. Sedanje ime ima svoj izvor leta 1498, ko je kardinal Cisneros želel prenesti kraljeve grobnice iz glavne kapele, ki je na koncu, kar ni bilo nikoli opravljeno. V 13. stoletju je služila kot grob za namestitev ostankov nadškofa González Díaz Palomequeja. Kapela sv. Lucije je eden redkih krajev v stolnici, kjer se lahko še vedno se vidi nekatere ostanke stare mošeje, še zlasti, steber in njegov kapitel.
Kapela svetega Evgena (imenovana tudi svetega Petra starejšega ali Corpus Christi), ki se nahaja na južni strani, ohranja arhitekturni slog 13. stoletja, v nasprotju s preostalim delom stolnice. Kapela svetega Petra je največja od vseh in služi kot župnijska kapela. Stolnica ima heptagonalno svetišče, z dvema vrstama in zvezdastimi oboki; zgrajena je bila v začetku 15. stoletja in služi kot grobnica za nadškofa Sancho de Rojasa.

#### Mozarabska kapela
Mozarabska kapela se nahaja na jugovzhodnem vogalu in vključuje temelje nezgrajenega drugega stolpa. Kapela se je prvotno imenovala kapela Corpus Christi iz leta 1500, kardinala Cisnerosa. Njegov namen je bil zagotoviti bogoslužno mesto za privržence Hispano-Mozarabskih obredov. Stoletje prej, 20. marca 1101, je kralj Alfonz VI. dal določene privilegije Mozarabcem v Toledu v zameno za poklon. Leta 1371 je kralj Henrik II. potrdil te privilegije. Ko je ustanovil to kapelo, je Cisneros spodbujal obnovo in vnovični kodeks, breviaries in missals njihovih obredov. Oblika Mozarabskega obreda se še vedno izvaja v tej kapeli.
Zasnova kapele zajema kvadraten tloris pod osmerokotno kupolo. Kasetiran strop v mozarabskem slogu je bil izgubljen (morda v požaru leta 1620 ali pa pozneje preoblikovan). Sedanja kupola je bila zasnovana v 17. stoletju, delo sina El Greca, Jorge Manuel Theotocopoulusa; ima osem odsekov in veliko strešno lanterno. V notranjosti je kardinal Cisneros naročil Juanu de Borgoñu upodobiti vrhunce osvojitev v Oranu.
Gotski kovani kovinski zaslon je oblikoval Juan Francés (1524) in vključuje med svojimi okrasnimi elementi grb kardinala Cisneros. Mozaik razpela datira v 18. stoletje. Pravijo, da je bil pripeljan iz Rima in da je ladja med potjo potonila, tako da je bila slika nekaj časa na dnu morja, dokler je niso dvignili. Razpelo je izdelano iz enega kosa, izrezljano iz korena mehiškega komarčka. Drugi gotski zaslon, delo Toledana Julia Pascuala, ločuje kor od preostalega kapele.

#### Kapela Novih Monarhov
Ime kapela Novih monarhov se nanaša na nove rodove dinastije Trastámara. Sedanja kapela se nahaja na severni strani kapele svetega Jakoba ter Leocadia, v svetišču, na severni strani. Ima čuden in težek vhod, ki ga je zasnoval arhitekt Alonso de Covarrubias. Preden so jih preselili v ta prostor, je bil imenovan Kraljeva kapela in se je nahajal ob vznožju stolnice, v stranski ladji na severni strani, ki zajema zadnji del, ki je prekinil in oviral prehod na konec ladje. Kapitelj je želel spremeniti lokacijo te kapele, da bi počistil ladjo in nadškof Alonso de Fonseca y Acevedo je prosil za dovoljenje, da spremeni ta položaj v svojem dopisovanju s kraljem. Težava je bila najti primerno mesto, ki ga je rešil s pomočjo prizadevanj svojega arhitekta Alonso de Covarrubias.
Več kot kapela, lahko se šteje kot majhna cerkev z eno ladjo iz dveh delov in poligonalno apsido, vključno z zakristijo in vhodno vežo, po prvotni zasnovi Covarrubiasa. Zgrajena je bila med letoma 1531 in 1534. To je prvo veliko delo, ki ga je Covarrubias opravil v Toledu.
Obe področji ladje imata gotski križni obok, vse okraševanje in rezbarije pa so v renesančnem slogu. Mavzoleji so ločeni z zaslonom, delo Domingo de Céspedes. Prvi del tvori telo cerkvice z nekaj oltarji, v drugem delu so se naseli kraljevi grobovi postavljeni v renesančno obokano grobnico, delo Covarrubiasa. Na eni strani so Henrik II. in njegova žena Juana Manuela; pred njimi v sarkofagu ležijo Henrik III. in Katarina Lancaster.
Skozi obok je dostop do prezbiterija z dvema majhnima oltarjema v neoklasicističnem slogu. Glavni oltar je delo Mateo Medina. Ima sliko Maella s temo Descension, uokvirjeno z dvema korintskima stebroma. Na obeh straneh tega oltarja so grobnice kipoma Janeza I. Kastiljskega in njegovo ženo Eleanoro Aragonsko.
Kot zgodovinski spomenik, ki se hrani v kapeli, je oklep drugega poročnika Duarte de Almeida, ki se je boril v bitki de Toro (kjer je izgubil obe roki in je bil ujet od čet katoliških monarhov leta 1476).

### Kapiteljska dvorana (Sala Capitular)
Za kapelicami ambulatorija stoji Kapiteljska dvorana. Prvi prehod je skozi portal Diego Copina (1510) do Antesala, majhne stare kapele, ki služi kot neke vrste veža, skozi katero se vstopi v Kapiteljsko dvorano. Antesala je opremljena z omarami; plemenitejše delo je na levi strani s helenistično dekoracijo Gregoria Pardoja (1551), na desni strani je delo Gregoria López Duranga (1780). Pravokoten portal vodi od tu do kapiteljske dvorane in je bil izveden v tako imenovanem Cisneros slogu mojstrov Pabla in Bernardino Bonifacio de Tovar, ki združuje Mudéjar funkcije s Plateresco dekoracijo (1510).
Kapiteljsko dvorano je naročil kardinal Cisneros, in se zgrajena naslanja na apsido na južni strani. Leta 1504 je bilo risanje načrtov dodeljeno arhitektu Enrique Egasu. Je pravokotna soba, z lepim kasetiranim stropom artesonado Diego López de Arenas in Francisco de Lara, podpisan med 1508 in 1510 v slogu Cisneros. Pobarvana je rdeče, modro in zlato; friz (alicer) ima zelo bogato plateresco okrasje. Poslikava in friz je delo Luisa de Medina in Alfonsa Sancheza (1510). Celoten prostor prečkajo lesene klopi, ki delujejo kot sedeži za prelate, nadškofovski stol na koncu sobe na sredini stene, rezbarija Copina de Holanda,  končana 1514. Nad sedeži so v dveh vrstah in prekrivajo zidove, portreti vseh nadškofov od Sv. Evgena do zadnjega. Juan de Borgoña je naslikal serijo portretov od Sv. Evgena do kardinala Cisnerosa. Tiste od Sandovala in Rojasa je naslikal Tristán, do Moscosa, Ricci, do Iguanza, Vicente López.
Med galerijo portretov in frizom ter stropom, stene krasi serija fresk Juan de Borgoña. To je ena od velikih zbirk španske stenske poslikave. Trompe l'oeil stebri delijo plošče, na katerih so upodobljeni prizori iz življenja Marije in Kristusovega pasijona.

### Vitraji
Vitraji sestavljajo zelo lepo in pomembno zbirko umetnin. Stolnica Svete Marije v Toledu je eden izmed kastiljskih stavb, ki ohranja najbolj srednjeveške vitraje. Izdelani so bili od 14. do 17. stoletja; obnova je bila narejena v 18. stoletju, v skladu s spremembami v slogu, ki so se razvili v teh letih.
Najstarejši in tudi najbolj cenjen po lepoti vitraja, je  Rozeta v prečni ladji (nad portalo z uro) in nekaj tistih v ambulatoriju, čeprav imajo ti mehkejšo barvo. Potem so tu še tisti v glavni kapeli in tisti v severni prečni ladji na vzhodni strani, ki kažejo ogromne figure svetnikov in apostolov.
Ustvarjalci velikih oken iz 15. stoletja so dokumentirani. Znano je, da so tiste v glavni kapeli in nekatere v prečni ladji ustvarili Jacobo Dolfin in njegov uslužbenec Luis, tiste v južnem transeptu in nekatera velika okna v glavni ladji na strani epistila pa mojstri Pedro Bonifacio, Cristóbal in nemški menih Pedro. Kasneje je deloval tudi toledanski mojster Enrique.
Vitraji iz 16. stoletja so v renesančnem slogu. Na teh so delali takšni priznani mojstri kot so Vasco de Troya (leta 1502), Juan de Cuesta (1506) in Alejo ximenez (1509-1513), ki je delal na tistih v stranskih ladjah in zahodni fasadi. Vitraži Rozet in na portalu levov so delo Nicolás de Vergara el Mozo.
Na začetku 18. stoletja, je novi vitraj nadomestil tiste, ki so bili poškodovani. Umetnik Francisco Sánchez Martínez (eden zadnjih ustvarjalcev steklenih oken iz stolnice), je bil eden izmed boljših restavratorjev. Med špansko državljansko vojno se je steklo močno poslabšalo, vendar je bil  v zadnjih letih 20. stoletja opravljen velik napor pri obnovi in nekdanji sijaj je oživel.

### El Transparente
Ena izmed najbolj izstopajočih značilnosti stolnice je baročni oltarna imenovan El Transparente. Njegovo ime se nanaša na edinstveno osvetlitev, ki jo vnaša veliki svetlobnik izrezan zelo visoko v debeli steni preko ambulatorija izza oltarja in drugo odprtino v hrbtni strani oltarja, ki vnaša sončno svetlobo do tabrnaklja. Ta manjša odprtina omogoča tudi osebam v ambulatoriju da vidijo skozi oltar na tabrnakelj, čeprav ne direktno. Delo je nastalo po naročilu Diega Astorga Céspedesa, nadškofa Toleda, ki je želel označiti prisotnost Svetega zakramenta s slavnim spomenikom. El Transparente je več nadstropij visok in je izredno dobro izpeljan s fantastičnimi figurami, štukaturami, barvo, bronastimi odlitki in več barv marmorja; je mojstrovina baročne mešanice medijev Narcisa Tomeja in njegovih štirih sinov (dveh arhitektov, ednega slikarja in enega kiparja).Osvetlitev se poveča, ko je maša v dopoldanskem času in ko sije sonce od vzhoda. Snop sončne svetlobe iz primerno usmerjenega strešnega okna osvetli tabernakelj skozi odprtino na hrbtni strani retable, kar daje vtis, da cel oltar raste v nebesa. Popolnoma baročni zaslon je v močnem nasprotju s prevladujočim gotskim slogom stolnice.
Stolnica je osvetljen tudi z več kot 750 vitraji iz 14., 15. in 16. stoletja, dela nekaterih največjih mojstrov tistega časa.

### Renesančne Rejería
V 16. stoletju so bili rejas ali dekorativni kovani zasloni postavljen pred korom, kapelami in včasih celo oltarji in so bili narejeni v renesančnem slogu. Njihove palice, stebri in grebeni so bili narejeni z veliko natančnostjo in pogosto vključeni v fin zlatarski izdelek. Palica je glavni element, ki artikulira ali deli odseke, včasih služi kot podpora za svečnike in tenebrarios (trikotni kandelaber). Najprej so jih izdelali v kovačnici s kladivom in nakovalom in nato s stružnico. Renesančni zaslon je razdeljen na dva ali tri horizontalne ravni s prečnimi palicami, ki so vertikalno deljene s stebri, ki so v interkalaciji s tanjšimi pokončnimi palicami. Skoraj vse so okrašene z mitološkimi figurami, medaljoni, svečniki in vršički. Kovani so bili iz železa in kasneje, prevlečeni z zlatom ali srebrom. Glavni rejeros (oblikovalci rejas), ki so delali v stolnici so bili: Domingo de Cespedes, Francisco de Villalpando, Juan Frances in Julio Pascual.

### Zakladnica
Kapela zakladnica se nahaja v stari kapeli svetega Janeza, ki zaseda mesto nekdanje stolpne kapelice, imenovane Quo Vadis. Stoji pred Mozárabsko kapelo, na severni strani, neposredno pod stolpom stolnice. Oblikovana in zgrajena leta 1537, delo Alonso de Covarrubiasa, v renesančnem slogu. Od leta 1870 je bila odlagališče dragocenosti imenovanih Las Alhajas ali "dragulji".
Stavba ima nenavadno fasado, ki jo je zasnoval Covarrubias. Ta fasada je sestavljena iz zaprtega, okroglega loka uokvirjena z dvema zelo bogato okrašenima stebroma; prekladna vrata so odprta. Covarrubias je izklesal kip svetega Janeza Krstnika na timpanonu, znotraj medaljona ali tondo, ki ga podpirajo stoječe figure, po ena na vsaki strani, izklesane kot angeli v človeški podobi; Janez Krstnik je bil zavetnik kardinala Tavera. Zgoraj je niša, ki vsebuje kiparsko skupino, ki prikazuje dogodke legende Quo Vadis nad tlemi školjke, kar namiguje na smrt; to je delo kiparja Olarteja. Skupina je obdana z balustradnimi stebri z bogato ornamentiko. Na obeh straneh niše je grb kardinala Tavera (ponovi se v manjši velikosti v timpanonu) in pod njimi, grb kanonika Diego López de Ayala, ki je bil velik mecen stolnice.
Kapela zakladnica ima kasetiran strop, pobarvan v zlato in črno barvo, z vklesanim cvetjem in figurami. V notranjosti so mnoge steklene vitrine, ki hranijo zaklad stolnice, ki je sestavljen iz liturgičnih predmetov, relikvij, oblačil, itd., tudi plašč Marije del Sagrario z vezenem Felipe Corrala, morda najbolj poseben vzorec vezenja, ki obstaja v Španiji. Narejen je iz dvanajstih metrov srebrne tkanine, v celoti prekrit z zlatom, biseri, rubini, safirji in smaragdi. Obstajata dve dobri rezbariji, ena Juana Martíneza Montanesa in ena Pedra de Mena, lesen kip svetega Frančiška Asiškega. Najbolj dragocen in pomemben del v zakladnici je krasen Custodia, monumentalna monštranca Enrique de Arfé.

## Križni hodnik
Na mestu stare al-cana ali alcana (judovsko komercialno okrožje), na severni strani stolnice, je nadškof Pedro Tenorio načrtoval samostan in kapelo, ki bi služila kot njegov grob.
Stavba križnega hodnika se je začela graditi 14. avgusta 1389 in končal v 1425. Arhitekt Rodrigo Alfonso in stavbenik Alvar Martínez sta nadzorovala gradnjo štirih koridorjev s štiristranskimi oboki. 
Glede na topografijo lokacije, je bilo pritličje za temelje križnega hodnika postavljeno skoraj pet metrov nad ravnijo stolnice in na način bi lahko v prihodnje imel dve etaži, ki jih je načrtoval kardinal Cisneros. Nadškof Tenorio si je prizadeval pri zagotavljanju sredstev, da bi bila veličina in mogočnost samostana vredna gotske stolnice. V galerijah v pritličju je serija fresk, ki prikazujejo prizore iz življenja svetnikov Evgenija, Casilda, Eladia. Enajst od teh so delo Bayeu, dva de Maella.
Treba je omeniti, da ni bilo nobenega meniškega reda v stolnici, križni hodnik in drugi oddelki zgrajene vzdolž oboda so imeli zelo različne funkcije v različnih obdobjih: od shrambe do učilnic in kot center trgovskih transakcij ali molitve (eden od njenih prostorov je Mozarabska kapela). Križni hodnik je kasneje služil kot mestna hiša.

## Orgle
V stolnici v Toledu so najpomembnejše orgle tako imenovane "Cesarske orgle" v prečni ladji. Naslednje so tako imenovane "Splošne orgle", ki jih je izdelal Fray Joseph de Echevarría, in orle, ki jih je izdelal José Verdalonga (1796-1797) in se nahajajo v koru. Kardinal Cisneros je z reformo kapele Corpus Christi za Mozarabski obred, ki je imel svojo lastno glasbo, uvedel še orgle v kapeli. Druge so našle mesto v ostalih pomembnih kapelah: kapeli novih monarhov (ki ima dve), v Alcazar, Marijina zakristija in sv. Petra.